# Cung Từ Ân
Cung Từ Ân (chữ Hán: 龔慈恩; tiếng Anh: Mimi Kung còn được gọi là Mini Kung, sinh ngày 17 tháng 9 năm 1963) là nữ diễn viên người Hồng Kông. Cô bắt đầu tham gia diễn xuất từ năm 1984 và tham gia rất nhiều phim truyền hình và phim điện ảnh của ATV và TVB.

## Sự nghiệp
Cung Từ Ân là học viên khoá đào tạo diễn xuất TVB năm 1984. Cô bắt đầu tham gia đóng phim trong bộ đầu tay có tựa đề Thu Cẩn bên cạnh Uông Minh Thuyên, Tạ Hiền, Lưu Giang và Nhậm Đạt Hoa. Từ những năm của thập niên 1980, Cung Từ Ân là cái tên đình đám bên cạnh các diễn viên gạo cội, cô xuất hiện đồng loạt trong các tác phẩm nổi tiếng của TVB lúc bấy giờ: Dương gia tướng, Kỳ môn quỷ cốc. Sau đó Cung Từ Ân bắt đầu được chú ý từ vai diễn Thư Vy trong bộ phim Đại Hương Cảng bên cạnh ngôi sao điện ảnh Châu Nhuận Phát. Ngoài ra, cô còn tham gia diễn xuất trong MV Hôn biệt ly của Đàm Vịnh Lân vào năm 1985.
Năm 1990, sau khi hoàn thành bộ phim Thục sơn kỳ trung, cô rời TVB và gia nhập ATV. Tại đây, cô đã cho ra đời một vai diễn mà đã từng làm mưa làm gió màn ảnh Châu Á suốt bao nhiều năm qua là Nhiếp Tiểu Phụng kinh điển trong Tuyết hoa thần kiếm. Năm 1996, Cung Từ Ân trở lại TVB và đóng vai Quan Âm Bồ Tát trong tác phẩm Tây du ký.
Vì bận rộn việc chăm sóc gia đình nên mãi đến năm 2012 cô mới quay trở lại sự nghiệp diễn xuất của mình thông qua công ty Milkyway Hairun Artists Limited. Chủ yếu quay phim điện ảnh và phim truyền hình tại Hồng Kông và Trung Quốc đại lục. Hiện nay cô thường hay xuất hiện trong các tác phẩm điện ảnh đình đám của Trung Quốc gần đây nhất là Tam nhân hành.

## Đời sống cá nhân
Năm 1999, Cung Từ Ân tham gia vào siêu phẩm Bao Thanh Thiên của Đài Loan, tại đây cô gặp gỡ và yêu nam tài từ Lâm Vỹ (林煒) kém cô 4 tuổi, cả hai kết hôn tại Canada và đến nay đã có một trai một gái. Cô con gái là Lâm Khải Linh (林愷鈴) sinh ngày 3 tháng 3 năm 2000 và cậu con trai là Lâm Trác Nghị (林卓毅) sinh ngày 8 tháng 10 năm 2003.

## Phim đã tham gia

### Phim điện ảnh
| Năm  | Tên phim                                                         | Tên phim tiếng Hoa         | Vai diễn                             |
| ---- | ---------------------------------------------------------------- | -------------------------- | ------------------------------------ |
| 1987 | Lương thanh hoa bôn nguyệt (Lương tiêu hoa lộng nguyệt)          | 良宵花弄月                 | Vương Tiểu Lâm                       |
| 1990 | Cương Thi Vật Cương Thi II (Quỷ giảo quỷ)                        | 鬼咬鬼                     | Chu Nữ                               |
| 1990 | Tam sắc mộng lý nhân                                             | 三色梦里人                 | A Hà                                 |
| 1991 | Tái thế kinh hồn                                                 | 再世惊魂                   | A Linh                               |
| 1996 | Thái dương hỏa                                                   | 太阳火                     | Đinh Lam                             |
| 2000 | Phi Việt Thái Bình Dương                                         | 飞越太平洋                 |                                      |
| 2004 | Tầm đa thê                                                       | 寻爹妻                     | Trương Tinh                          |
| 2006 | Xứng đôi vừa lứa (Thiên sinh nhất đối)                           | 天生一对                   | (Khách mời)                          |
| 2007 | Thập phân ái                                                     | 十分爱                     | Mẹ của Tiểu Võ (Khách mời)           |
| 2009 | Quan nhân thất sự                                                | 關人7事                    | (Khách mời)                          |
| 2009 | Vi ái tẩu thiên nhai                                             | 为爱走天涯                 |                                      |
| 2009 | Bố đại hòa thượng                                                | 布袋和尚                   | Bạch Như Ngọc                        |
| 2009 | Nhất lộ thượng hữu nhĩ                                           | 一路上有你                 | Đường Muội                           |
| 2009 | Nguyên lai nhất gia nhân                                         | 原来一家人                 |                                      |
| 2009 | Thần quỷ truyền kỳ                                               | 神鬼传奇                   | Bá Vương Yêu Cơ                      |
| 2012 | Tôi yêu Hồng Kông 2012 (2012 ngã ái HK hỷ thượng gia song hỉ)    | 2012我愛HK喜上加囍         | Bạn học của Quách Mỹ Mỹ (Khách mời)  |
| 2012 | Tâm chiến (Đệ 6 giới)                                            | 第6誡                      | Trần Tuệ Phương (Khách mời)          |
| 2013 | Nhân ái chi danh hệ liệt chi ma thuật sư đích bảo bối            | 因愛之名系列之魔術師的寶貝 |                                      |
| 2014 | Thác loạn (Ái, tầm, mê)                                          | 愛。尋。迷                 | Mẹ của Nhạc (Khách mời)              |
| 2014 | Khủng phố tại tuyến                                              | 恐怖在線                   |                                      |
| 2014 | Đàn ông không thể nghèo (Nam nhân ngô khả dĩ cùng)               | 男人唔可以窮               | Mẹ của Tiết Khả Chính, Tiết Khả Dũng |
| 2014 | Tôi bán tình yêu (Phiến mại, ái)                                 | 販賣。愛                   |                                      |
| 2015 | Sồ kỹ                                                            | 雛妓                       | Cam Lưu Thục Nghi                    |
| 2015 | Cô hiệu trưởng của năm đứa bé (Ngũ cá tiểu hài đích giáo trường) | 五個小孩的校長             | Anita                                |
| 2015 | Tình công sở (Hoa lệ thượng ban tộc)                             | 華麗上班族                 | Bà Hà                                |
| 2015 | Em ở đâu? (Vương gia hân)                                        | 王家欣                     | Ngô Thiên Ngữ (Khách mời)            |
| 2016 | Mối tình đầu (Bảng giá đinh đinh đương)                          | 綁架丁丁當                 | Cô Thư                               |
| 2016 | Tam nhân hành                                                    | 三人行                     | Ổ Tư Tư (y tá trưởng)                |
| 2016 | Chiến tranh lạnh II (Hàn chiến II)                               | 寒戰II                     |                                      |
| 2016 | Danh sách đen (Đạo hỏa tân văn tuyến)                            | 導火新聞線                 | Chiêm Thụy Hoa (Tài xế minibus)      |

### Phim truyền hình
| Năm            | Tên phim                                                                    | Tên phim tiếng Hoa               | Vai diễn                                            |
| -------------- | --------------------------------------------------------------------------- | -------------------------------- | --------------------------------------------------- |
| 1984           | Hiệp nữ Thu Cẩn                                                             | 秋瑾                             | Hattori Shigeko                                     |
| 1984           | Sở Lưu Hương và người dơi                                                   | 楚留香之蝙蝠傳奇                 | Hoa Chân Chân                                       |
| 1985           | Đại Hương Cảng                                                              | 大香港                           | Thư Vy                                              |
| 1985           | Đại hạ                                                                      | 大廈                             | Lý Bội Kỳ                                           |
| 1985           | Dương gia tướng                                                             | 楊家將                           | Dương Tứ Nương                                      |
| 1986           | Cuộc đời qua ống kính                                                       | 銀色旅途                         | Diệp Tố San                                         |
| 1986           | Tiết Đinh San chinh tây (Tiết Đinh San và Phạm Lê Hoa)                      | 薛丁山征西                       | Đậu Tiên Đồng                                       |
| 1986           | Toản thạch Vương lão ngũ                                                    | 鑽石王老五                       |                                                     |
| 1987           | Đại thành tiểu tử                                                           | 大城小子                         | Cốc Mai Lệ                                          |
| 1987           | Bắc Đẩu tiên phong                                                          | 北斗先鋒                         | Tạ Khiết Oánh                                       |
| 1987           | Thời lai vận đáo                                                            | 時來運到                         | Dương Tứ Nương                                      |
| 1987           | Kỳ môn quỷ cốc                                                              | 奇門鬼谷                         | Tư Mã Tĩnh                                          |
| 1988           | Lưu trụ minh thiên                                                          | 留住明天                         | Bối Bích Du                                         |
| 1988           | Doanh Thiện truyền kỳ                                                       | 贏單傳奇                         | Mông Thổ Kim                                        |
| 1988           | Hồng Hy Quan                                                                | 洪熙官                           | Vương Uyển Băng                                     |
| 1988           | Thư kích thần tham                                                          | 狙擊神探                         | Nghê Gia Mỹ                                         |
| 1989           | Ma đăng tiểu bảo                                                            | 摩登小寶                         | Chu Ngọc Châu                                       |
| 1989           | Phi hổ quần anh                                                             | 飛虎群英                         | Anita (Uyển Hoa)                                    |
| 1989           | Hoàn ngã bản sắc                                                            | 還我本色                         | Vương Bội Bội                                       |
| 1990           | Thục Sơn kỳ hiệp                                                            | 蜀山奇俠                         | Sa Diễm Hồng                                        |
| 1990           | Nhiên thiêu tuế nguyệt                                                      | 燃燒歲月                         | Ngọc Sinh Yên                                       |
| 1991           | Tuyết sơn phi hồ                                                            | 雪山飛狐                         | Băng Tuyết Nhân (vợ của Hồ Nhất Đao)/ Trình Linh Tố |
| 1991           | Tối ái thị thùy                                                             | 最愛是誰                         | Kỷ Quân Như                                         |
| 1992           | Bao Thanh Thiên chi huyết vân phiên truyền kỳ/Thanh long châu/Âm dương phán | 包青天之血雲幡傳奇/青龙珠/阴阳判 | Liên Thái Vân/Nhiếp Tiểu Hồng/Trương Di Phân        |
| 1992           | Duyên định tam sinh                                                         | 緣定三生                         |                                                     |
| 1992           | Thiên sư chung quỳ chi hồng mai các                                         | 天师钟馗之红梅阁                 | Lý Tuệ Nương                                        |
| 1994           | Thất hiệp ngũ nghĩa công chúa đào hôn                                       | 七俠五義公主逃婚                 | Triệu Lâm công chúa                                 |
| 1995           | Bồ công anh                                                                 | 蒲公英                           |                                                     |
| 1995           | Hào môn kiếp                                                                | 豪門劫                           |                                                     |
| 1995           | Sáng nghiệp tiên phong                                                      | 创业先锋                         |                                                     |
| 1995           | Bao Thanh Thiên chi bạn huyết trung hồn                                     | 包青天之叛血忠魂                 | Bạch Thủy Tiên                                      |
| 1995           | Quốc tính da truyền kỳ                                                      | 國姓爺傳奇                       | Đỗ Tiểu Nguyệt                                      |
| 1996           | Trản quỷ lão đậu                                                            | 盞鬼老豆                         | Trang Thục Hiền                                     |
| 1996           | Tây du ký                                                                   | 西遊記                           | Quan Âm                                             |
| 1996           | Hương dã kỳ đàm--Tân Uyên ương hồ điệp mộng                                 | 鄉野奇譚—新鴛鴦蝴蝶夢            | Bạch Tiểu Phụng                                     |
| 1996           | Tam Quốc anh hùng truyện - Quan Công                                        | 三国英雄传·关公                  | Hoàng Thị                                           |
| 1996           | Tinh tọa nữ nhân chi xạ thủ tọa--Thuyết liễu tái kiến dĩ hậu                | 星座女人之射手座—說了再見以後    | Thẩm Á Nhàn                                         |
| 1996           | Thiên địa kỳ anh Hoa Mộc Lan                                                | 天地奇英花木兰                   | Hồ Diễm                                             |
| 1997           | Bố đại hòa thượng                                                           | 布袋和尚                         | Bạch Như Ngọc                                       |
| 1997           | Quốc tế hình cảnh - Ngọc Sơn thư kích                                       | 国际刑警·玉山狙击                | Tiểu Quân                                           |
| 1997           | Ốc xí hữu cá phì đại lão                                                    | 屋企有個肥大佬                   | Mạc Lệ Bình                                         |
| 1997           | Tuyết hoa thần kiếm                                                         | 雪花神劍                         | Nhiếp Tiểu Phụng                                    |
| 1998           | Cử đầu tam xích hữu thần minh chi ngã thị thâu độ khách                     | 舉頭三尺有神明之我是偷渡客       | Dương Vịnh Mai                                      |
| 1999           | Đao ca, đa tình đao                                                         | 刀歌—多情刀                      | Hào Cơ                                              |
| 1999           | Thổ Địa công truyền kỳ chi tương quân chi ái                                | 土地公传奇之将军之爱             | Trịnh Tân Di                                        |
| 1999           | Sáng thế tình                                                               | 创世情                           | Khang Bội Quân                                      |
| 2000           | Võng sát                                                                    | 网杀                             |                                                     |
| 2000           | Dụng tẫn nhất sanh đích ái                                                  | 用尽一生的爱                     | Phương Lương Quân                                   |
| 2001           | Tao Đông Pha                                                                | 騷東坡                           | Vương Triều Vân                                     |
| 2007           | Tính bổn thiện - "Thử tình khả tái"                                         | 性本善-《此情可再》              | Đan Thân Ma Mễ Lý Thái                              |
| 2009           | Cân hồng đính bạch đại tam nguyên                                           | 跟紅頂白大三元                   | Mã Linh Lung                                        |
| 2010           | Nhất niệm chi gian - "Phá hiểu"                                             | 一念之間-《破曉》                | Thái Khiết                                          |
| 2010           | Một hữu tường đích thế giới 1 - "Độc lập tuyên ngôn"                        | 沒有牆的世界1-《獨立宣言》       | Chủ nhiệm công trường Hà Cô Nương                   |
| 2010           | Tinh quang xán lạn                                                          | 星光灿烂                         |                                                     |
| 2011           | Nhất ốc trụ gia nhân                                                        | 一屋住家人                       |                                                     |
| 2012           | Đổ hải mê đồ 2012                                                           | 賭海迷徒2012                     | A Bình Thái Thái                                    |
| 2012           | Dạ bất miên                                                                 | 夜不眠                           |                                                     |
| 2012           | Độc hải phù sinh 2012                                                       | 毒海浮生2012                     | Đàm Thái                                            |
| 2013           | Tê liệt                                                                     | 撕裂                             |                                                     |
| 2014           | Tính bổn thiện 2014 mê cung lý đích ác mộng                                 | 性本善2014 迷宮裡的惡夢          |                                                     |
| 2014           | Y hộ nhân sinh                                                              | 醫護人生                         | Y tá Trần Cô Nương                                  |
| 2014           | Quyết chiến (Tuyển chiến)                                                   | 選戰                             | Lý Chỉ Quân                                         |
| 2014           | Kiếp sau không làm người Hong Kong (Lai sinh bất tố Hương Cảng nhân)        | 來生不做香港人                   | Tiêu Thục Tuệ                                       |
| 2015           | Khúc nhạc tình yêu (Đồng thoại luyến khúc 201314)                           | 童話戀曲201314                   | Dư Vịnh Đình                                        |
| 2015           | Mẹ tôi là hoa hồng đen (Ngã a ma hệ hắc mai côi)                            | 我阿媽係黑玫瑰                   | Đỗ Khải Vịnh                                        |
| 2015           | Mạt nhật+5                                                                  | 末日+5                           | Du Mỹ Linh                                          |
| 2015           | Miêu nhân truy ái kí                                                        | 大猫儿追爱记                     | Mẹ của Bùi Các                                      |
| 2015           | Hướng hạnh phúc xuất phát (nguyên tác: Bán bộ thiên nhai)                   | 向幸福出发                       | Hàn Mẫu (Khách mời)                                 |
| 2016           | Sư tử sơn hạ - "Thành trung Bồng Lai"                                       | 獅子山下2016 - 《城中蓬萊》      | A Linh                                              |
| 2016           | Vô gian đạo                                                                 | 無間道                           | Vợ Trương Đĩnh                                      |
| 2017           | Ngã đích 1997                                                               | 我的1997                         | Lý Thái Thái                                        |
| 2017           | Năm ấy hoa nở trăng vừa tròn                                                | 那年花開月正圓                   | Trịnh Thị                                           |
| 2018           | Phi hổ cực chiến                                                            | 飛虎極戰                         | Xà Gia Như                                          |
| 2018           | Thực tập sinh xinh đẹp                                                      | 美麗見習生                       | Hiệp Tịnh Di                                        |
| 2018           | Thủ hộ thần                                                                 | 守護神之保險調查                 | Eva                                                 |
| 2019           | Truy tìm nàng giọng cao                                                     | 牛下女高音                       | Cam Tịnh Di                                         |
| 2020           | Bão táp gia nghiệp                                                          | 大醬園                           | Tịnh Đức Dung                                       |
| 2021           | Bác sĩ nhi khoa                                                             | 星空下的仁醫                     | Chung Hoài Sương (Flora)                            |
| Chưa phát sóng | Chuyện tình Hương Cảng                                                      | 香港愛情故事                     | Mạch Thiếu Hà                                       |
| Đang quay      |                                                                             | BB大曬                           | Đường Bội Linh (Elaine)                             |
| 2022           | Khinh Công                                                                  | 輕·功                            | Mục Diệu/Hà Tác                                     |